# Dobri Deal, Veliko Tărnovo
Dobri Deal (în bulgară Добри Дял) este un sat în comuna Leaskoveț, regiunea Veliko Tărnovo,  Bulgaria. 

## Demografie
Componența etnică a satului Dobri Deal
     Romi (14,89%)
     Turci (15%)
     Nicio identificare (2,39%)
     Bulgari (67,7%)
La recensământul din 2011, populația satului Dobri Deal era de 960 locuitori. Din punct de vedere etnic, majoritatea locuitorilor (67,7%) erau bulgari, existând și minorități de turci (15,0%) și romi (14,89%). Pentru 2,39% din locuitori nu este cunoscută apartenența etnică.